# Merritt (Washington)
Merritt az Amerikai Egyesült Államok északnyugati részén, Washington állam Chelan megyéjében elhelyezkedő önkormányzat nélküli település.
Merritt postahivatala 1903 és 1943 között működött.